# Hermann Hogeback
Hermann Hogeback, né le 25 août 1914 à Idar-Oberstein et mort le 15 février 2004 à Dötlingen, est un militaire allemand. 
Pilote de bombardier dans la Luftwaffe, il a effectué plus de cent bombardements durant la guerre d'Espagne et cinq-cents durant la Seconde Guerre mondiale. 
Il a notamment été décoré de la croix de chevalier de la croix de fer avec feuilles de chêne et glaives, de la croix allemande en or et de la croix d'Espagne en or avec épées.